# Hrafnsfjörður

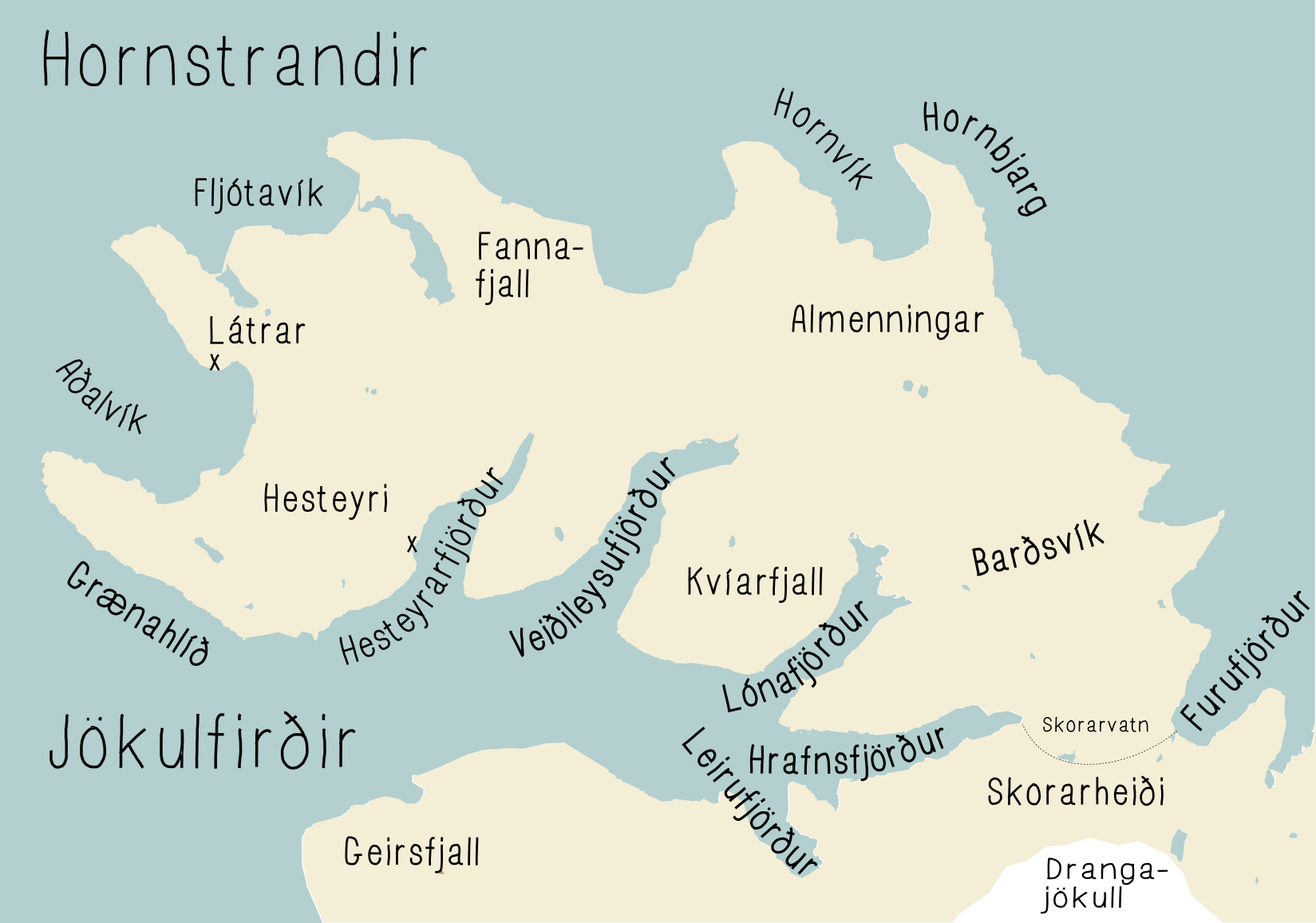
Mappa dei Jökulfirðir

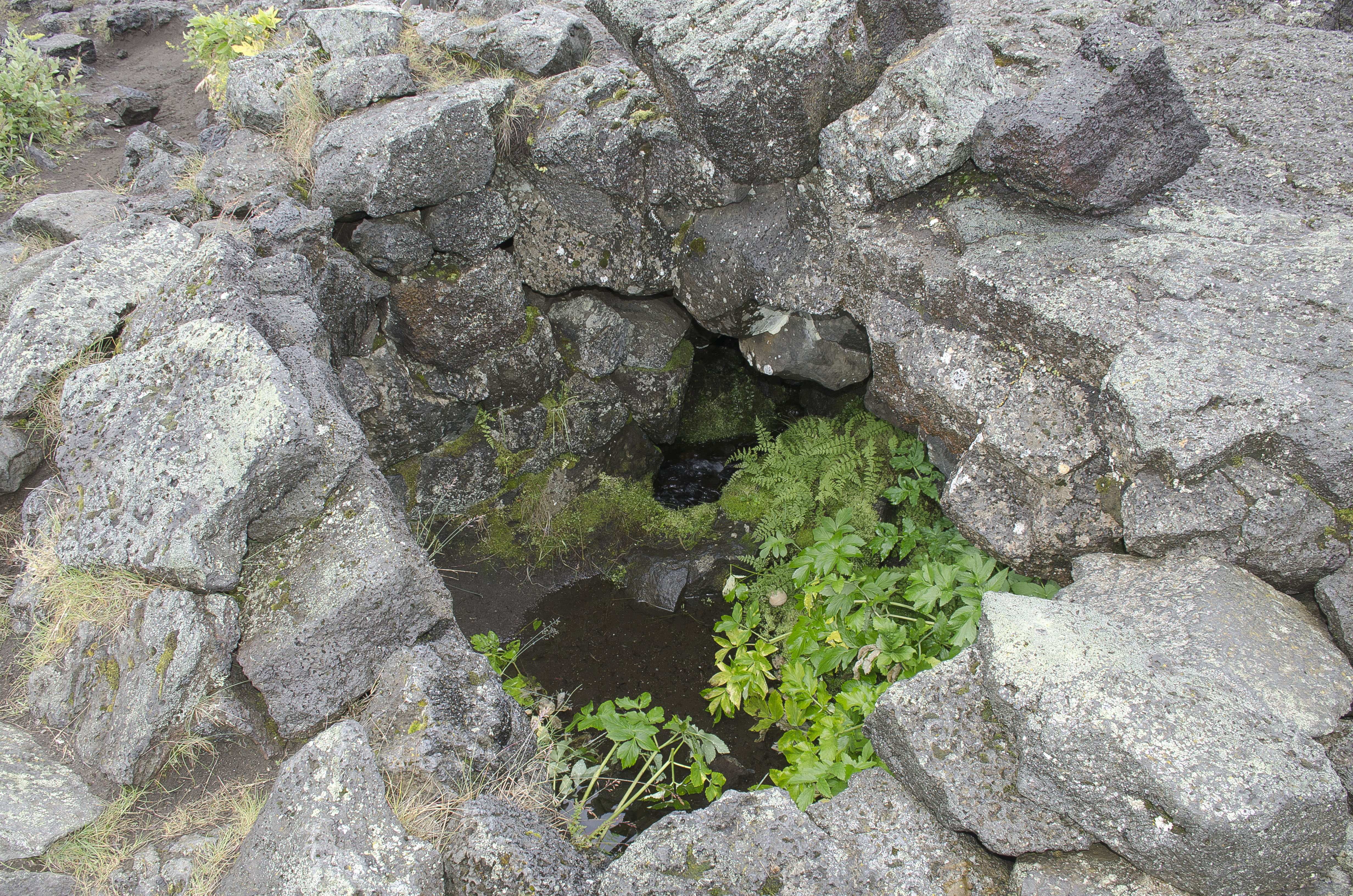
Il rifugio di Fjalla-Eyvindur nell'oasi di Herðubreiðarlindir

Il Hrafnsfjörður (in lingua islandese: Fiordo del corvo) è un fiordo situato nella regione dei Vestfirðir, i fiordi occidentali dell'Islanda.

## Descrizione
Il Hrafnsfjörður è il più orientale dei Jökulfirðir, un gruppo di cinque fiordi situati sulla sponda settentrionale del grande fiordo Ísafjarðardjúp. Il fiordo è largo 2 km e si estende per 9 km nell'entroterra in direzione est e si trova a soli 5 km a nord del ghiacciaio Drangajökull. Circa 6 km a est dell'estremità interna del fiordo, ma sull'altro versante della catena montuosa che lo delimita, si trova il fiordo Furufjörður, che si affaccia sul lato orientale dei fiordi occidentali.
A nord dell'istmo tra questi due fiordi si trova la penisola di Hornstrandir, la punta più settentrionale dei fiordi occidentali.

## Jökulfirðir
Gli altri quattro fiordi che formano i Jökulfirðir, sono:
- Hesteyrarfjörður (fiordo di Hesteyri)
- Veiðileysufjörður (fiordo senza pesca)
- Lónafjörður (fiordo della laguna)
- Leirufjörður (fiordo del limo)

## Insediamenti
Oggi non ci sono più case abitate in modo permanente nel Hrafnsfjörður, che non è accessibile tramite collegamenti stradali, come nel caso degli altri quattro fiordi del Jökulfirðir.
Ci sono ancora alcune fattorie, come la Hrafnfjarðareyri, dove si dice che si sia rifugiato anche il fuorilegge Fjalla-Eyvindur assieme alla moglie Hella, con cui visse allo stato selvatico per circa vent'anni.
È ancora possibile vedere una pietra con la scritta "Hér liggur Fjalla-Eyvindur Jónsson" (Qui giace Fjalla-Eyvindur Jónsson). La fattoria è stata abitata fino al 1943.

## Accesso
Non c'è nessun collegamento stradale che permetta di accedere al Lónafjörður e agli altri quattro fiordi del Jökulfirðir, che però possono essere raggiunti tramite imbarcazione da Ísafjörður, Bolungarvík e Súðavík.